# Udavské
Udavské je obec na Slovensku v okrese Humenné. Žije zde přibližně 1 200 obyvatel. První písemná zmínka o obci pochází z roku 1317.

## Rodáci
- Ján Klubert (1927–1994), báňský inženýr a geolog
- Paulína Snopková (1932–2019), paleontoložka
- Anton Špiesz (1930–1993), historik
- Jozef Tomko (1924–2022), kardinál